# Joanna Maranhão
Joanna de Albuquerque Maranhão Bezerra de Melo (Recife, 29 aprile 1987) è un'ex nuotatrice brasiliana.
Specializzata nei misti, all'età di 17 anni ha partecipato alle Olimpiadi di Atene 2004, finendo quinta nei 400 misti, miglior risultato di sempre di una nuotatrice brasiliana. Ha rappresentato il Brasile anche ai Giochi olimpici di Pechino 2008, Londra 2012 e Rio de Janeiro 2016.
Ai Giochi sudamericani del 2010 di Medellín ha vinto 5 medaglie d'oro e un bronzo, mentre in 3 edizioni dei Giochi panamericani, dal 2007 al 2015, ha ottenuto 3 argenti e 5 bronzi.

## Palmarès
- Giochi panamericani

Santo Domingo 2003: bronzo nei 400m misti.
Rio de Janeiro 2007: bronzo nella 4x200m sl.
Guadalajara 2011: argento nei 400m misti e nella 4x200m sl e bronzo nei 200m misti.
Toronto 2015: argento nella 4x200m sl, bronzo nei 200m farfalla e nei 400m misti.
- Giochi sudamericani

Medellin 2010: oro nei 400m sl, nei 200m farfalla, nei 200m misti, nei 400m misti e nella 4x200m sl, bronzo negli 800m sl.